# Яз (Караш-Северін)
Яз (рум. Iaz) — село у повіті Караш-Северін в Румунії. Входить до складу комуни Обрежа.
Село розташоване на відстані 324 км на захід від Бухареста, 32 км на північний схід від Решиці, 84 км на схід від Тімішоари.

## Населення
За даними перепису населення 2002 року у селі проживали 714 осіб. Рідною мовою 708 осіб (99,2%) назвали румунську.
Національний склад населення села:
| Національність | Кількість осіб | Відсоток |
| -------------- | -------------- | -------- |
| румуни         | 700            | 98,0%    |
| цигани         | 12             | 1,7%     |